# Люи (Эна)
Люи́ (фр. Lhuys) — коммуна во Франции, находится в регионе Пикардия. Департамент коммуны — Эна. Входит в состав кантона Фер-ан-Тарденуа. Округ коммуны — Суасон.
Код INSEE коммуны — 02427.

## Население
Население коммуны на 2010 год составляло 149 человек.
| 1962 | 1968 | 1975 | 1982 | 1990 | 1999 | 2010 |
| ---- | ---- | ---- | ---- | ---- | ---- | ---- |
| 125  | 122  | 106  | 77   | 106  | 115  | 149  |

## Экономика
В 2010 году среди 98 человек трудоспособного возраста (15—64 лет) 70 были экономически активными, 28 — неактивными (показатель активности — 71,4 %, в 1999 году было 66,2 %). Из 70 активных жителей работали 60 человек (39 мужчин и 21 женщина), безработных было 10 (6 мужчин и 4 женщины). Среди 28 неактивных 5 человек были учениками или студентами, 6 — пенсионерами, 17 были неактивными по другим причинам.